# Dark Intervals
Dark Intervals è un album del pianista jazz Keith Jarrett pubblicato dall'etichetta ECM nel 1988.
È composto da otto tracce, di durata relativamente breve rispetto ai canoni dell'artista, solitamente autore di lunghe improvvisazioni di durata superiore ai trenta minuti, registrato alla Suntory Hall di Tokyo.

## Tracce
1. Opening – 12:53
2. Hymn – 4:58
3. Americana – 7:12
4. Entrance – 2:55
5. Parallels – 4:58
6. Fire Dance – 6:51
7. Ritual Prayer – 7:12
8. Recitative – 11:17